# Philibert Cochard
Pour les articles homonymes, voir Cochard.
Philibert Cochard est un homme politique français né le 12 décembre 1876 à Branges (Saône-et-Loire) et décédé le 14 juillet 1937 à Mâcon (Saône-et-Loire).

## Biographie
Minotier, il développe le moulin hérité de ses parents pour devenir un industriel de la farine, reconnu au niveau national. Maire de Cuisery, puis conseiller général du canton de Cuisery, il est sénateur de Saône-et-Loire de 1933 à 1937. Il siège au groupe de la Gauche démocratique radicale, et intervient souvent en séance publique. Il se spécialise sur les sujets agricoles et douaniers, et notamment le commerce des grains.

## Sources
- Ressource relative à la vie publique :   - Sénat
- « Philibert Cochard », dans le Dictionnaire des parlementaires français (1889-1940), sous la direction de Jean Jolly, PUF, 1960 [détail de l’édition]